# Bilateria
Bilateria (sin. Triploblastica) este un taxon de animale cu simetrie bilaterală, spre deosebire de radiate. Alte trăsături esențiale, caracteristice pentru majoritatea bilateriilor și absente la cnidarii și ctenofore, sunt:
- prezența mezodermului -  a treia foiță embrionară;
- tubul digestiv posedă atât orificiu bucal cât și orificiul anal;
- prezența sistemului nervos central (SNC)

## Bobliografie
Doghel, V. A. Zoologia nevertebratelor. Manual pentru studenții fac.de biol:Trad. din l. rusă de L.F. Voloșciuc și I.V. Melian -Ch.: Lumina, 1989. - 600 p. ISBN 5-372-00405-3